# Любовь к трём апельсинам (опера)

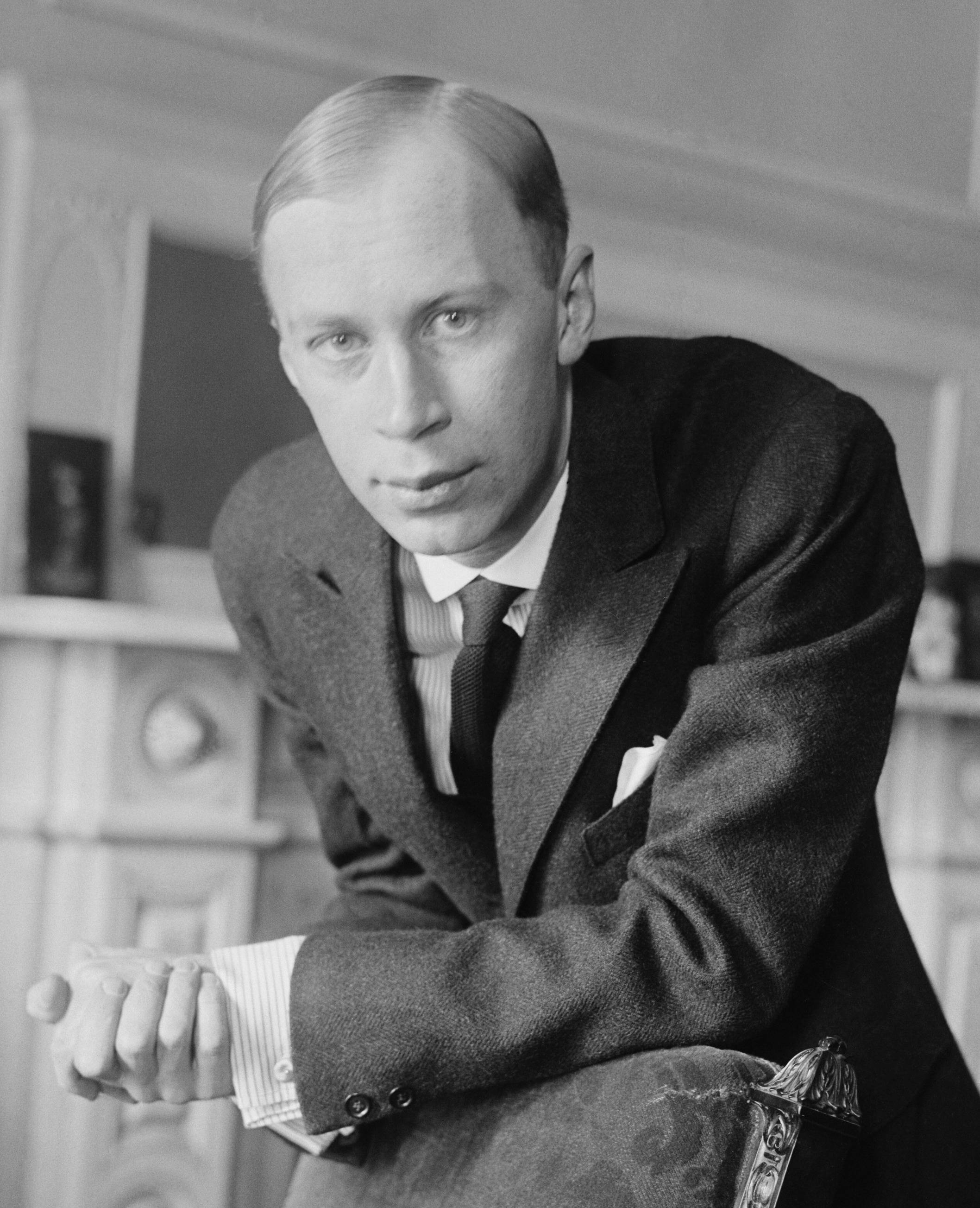
С. С. Прокофьев

Почтовая марка Сан-Марино «Любовь к трём апельсинам», 1999

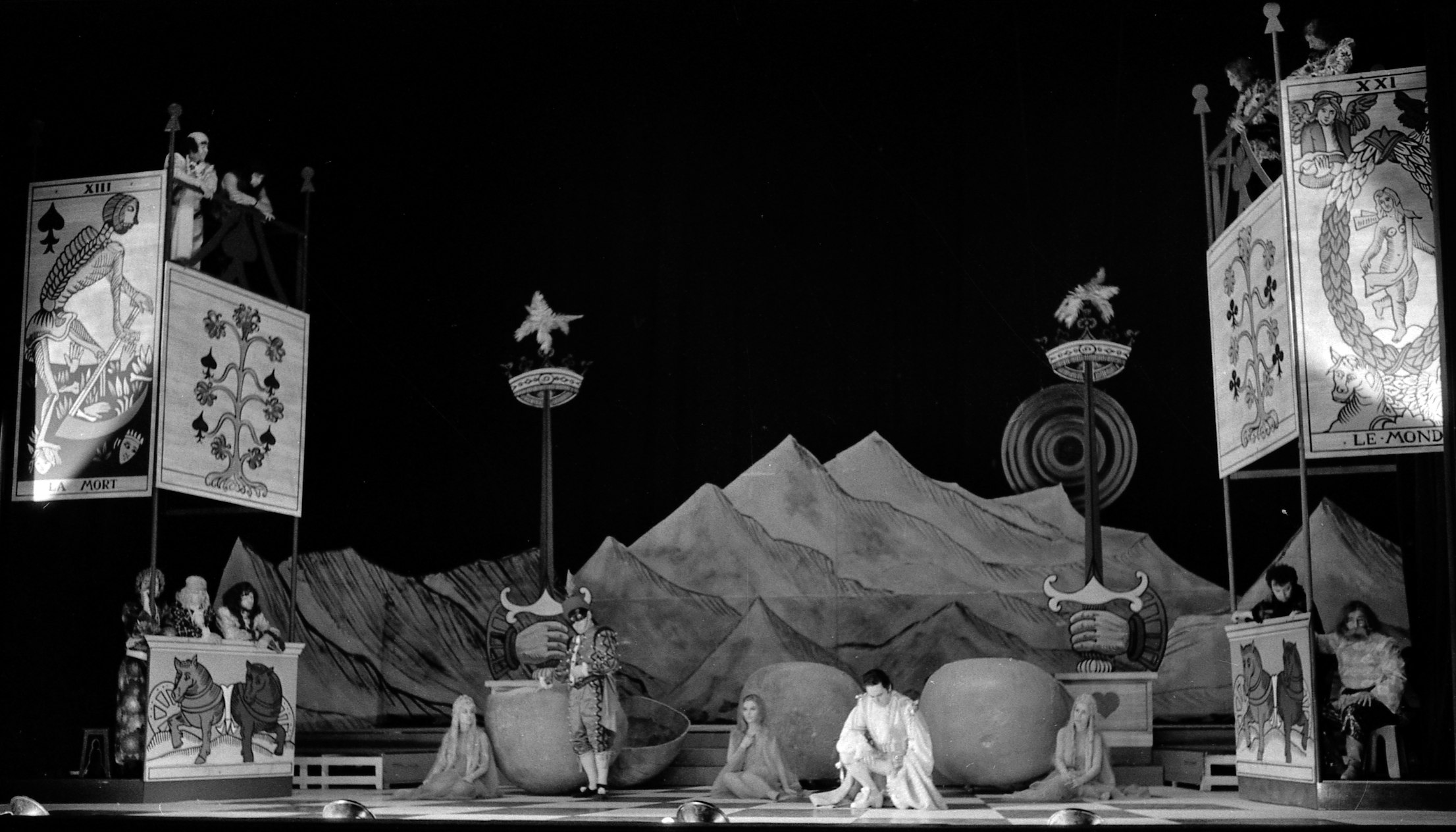
Théâtre du Capitole, 1971 год

«Любовь к трём апельсинам» — опера Сергея Прокофьева в 4 действиях (10 картинах) с прологом по мотивам одноимённой сказки Карло Гоцци. Либретто С. С. Прокофьева, французское либретто Прокофьева и Веры Янакопулос. Опера завершена в 1919 году в США. Впервые поставлена (на французском языке) под управлением автора на сцене Чикагской городской оперы 30 декабря 1921 года.

## История создания
Замысел оперы возник под влиянием В. Э. Мейерхольда. Опера закончена С. С. Прокофьевым в 1919 году. В основу либретто положен сценарий Всеволода Мейерхольда, Владимира Соловьёва и Константина Вогака, написанный в 1915 году на основе сказки Карло Гоцци «Любовь к трём апельсинам» (1761).

## Действующие лица
| Действующие лица | Голоса        | Исполнители на премьере 30 декабря 1921 (Дирижёр С. С. Прокофьев) |
| --- | ------------- | ----------------------------------------------------------------- |
| Король Треф, король вымышленного государства, одежды которого подобны игральным картам | бас           | Джеймс Фрэнсис                                                    |
| Принц, его сын | тенор         | Хосе Мохика                                                       |
| Принцесса Клариче, племянница короля | контральто    | Ирен Павловска                                                    |
| Леандр, первый министр, одет королём Пик | баритон       | Уильям Бек                                                        |
| Труффальдино, шут | тенор         | Октав Дюа                                                         |
| Панталон, приближённый короля | баритон       | Дезире Дефрер                                                     |
| Маг Челий, покровительствует королю | бас           | Гектор Дюфран                                                     |
| Фата Моргана, ведьма, покровительствует Леандру | сопрано       | Нина Кошиц                                                        |
| Нинетта | сопрано       | Жанна Дюссо                                                       |
| Линетта | контральто    | Philine Falco                                                     |
| Николетта | меццо-сопрано | Frances Paperte                                                   |
| Смеральдина, арапка | меццо-сопрано | Жанна Шнайдер                                                     |
| Фарфарелло, дьявол | бас           | Джеймс Вулф                                                       |
| Кухарка | хриплый бас   | Constantin Nikolay                                                |
| Церемониймейстер | тенор         | Лодовико Оливьеро                                                 |
| Герольд | бас           | Джером Уль                                                        |
| Трубач (басовый тромбон), Десять Чудаков (5 теноров, 5 басов), Трагики (басы), Комики (тенора), Лирики (сопрано и тенора), Пустоголовые (альты и баритоны), Чертенята (басы), Медики (тенора и баритоны), Придворные (весь хор), Уроды, Пьяницы, Обжоры, Стража, Слуги, Четыре солдата (без слов) |               |                                                                   |

## Сюжет

### Пролог
Трагики, Комики, Лирики и Пустоголовые спорят при опущенном занавесе, какой драматический жанр лучше. Спор перерастает в драку. Чудаки разнимают дерущихся. В это время приходит глашатай. Он объявляет, что наследный принц болен ипохондрической болезнью.

### Действие первое
Картина первая. Король Треф и его советник Панталон горюют по поводу болезни Принца, вызванной пристрастием к трагической поэзии. Медики сообщают Королю, что ипохондрия его сына может быть излечена лишь смехом. Тогда Панталон поручает шуту Труффальдино организовать большой праздник. Король даёт такое же поручение первому министру Леандру — тайному недоброжелателю Принца.
Картина вторая. Маг Челий, выступающий на стороне Короля, и ведьма Фата Моргана, поддерживающая Леандра и Клариче (племянницу Короля и любовницу Леандра), играют в карты в окружении чертенят, чтобы определить, кто одержит верх. Челий проигрывает три раза подряд.
Картина третья. Леандр и Клариче сговариваются убить Принца, чтобы трон достался Клариче. Трагики одобряют такой исход. Разговор подслушивает рабыня-арапка Смеральдина. Когда Леандр обнаруживает её, Смеральдина признаётся, что служит Фате Моргане, и открывает, что Фата Моргана поддерживает Леандра.

### Действие второе
Картина первая. В спальне Принца Труффальдино безуспешно пытается рассмешить его и убедить явиться на праздник, устроенный в его честь. Ничего не добившись уговорами, Труффальдино увлекает Принца на праздник силой, усадив его к себе на плечи.
Картина вторая. Перед глазами Принца разворачиваются праздничные увеселения, но он остаётся к ним равнодушным. Фата Моргана лично является на праздник в виде нищей старухи, чтобы не допустить исцеления Принца, ведь он исцелится, когда засмеётся! Когда она направляется к Принцу, то Труффальдино отталкивает её. Они начинают ругаться, в результате чего Фата Моргана неуклюже валится на землю, задирая ноги и выставляя на вид нижнее бельё. Это зрелище рождает у Принца истерический хохот. К его смеху присоединяются все остальные, кроме Леандра и Клариче. Разгневанная ведьма проклинает принца «любовью к трём апельсинам». Принц помешался на трёх апельсинах. Он собирается на поиски трёх апельсинов и берёт с собой Труффальдино. Принц расстаётся со своим отцом.

### Действие третье

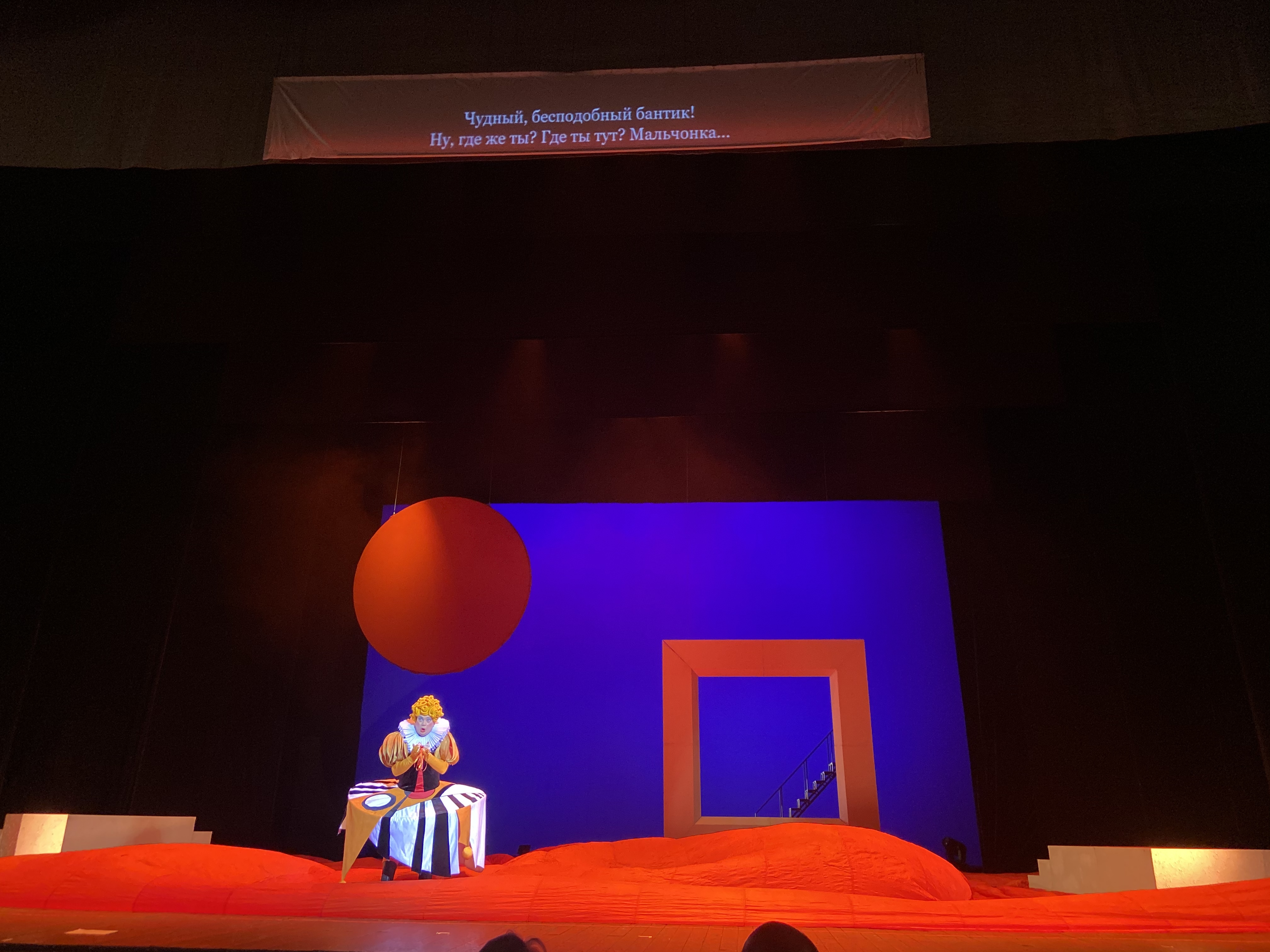
Постановка Самарского академического театра оперы и балета

Картина первая. Челий сообщает Принцу и Труффальдино, где хранятся три апельсина, и предупреждает, что апельсины можно открывать только вблизи воды. Он также вручает Труффальдино волшебный бантик, с помощью которого можно утихомирить грозную Кухарку, стерегущую апельсины во дворце ведьмы Креонты. До дворца они добираются, увлекаемые ветром, выдуваемым дьяволом Фарфарелло, которого вызвал Челий.
Картина вторая. Используя бантик, чтобы отвлечь Кухарку, Принц и Труффальдино выкрадывают апельсины и убегают, оказываясь в пустыне, окружающей дворец.
Картина третья. Пока принц спит, мучимый жаждой Труффальдино открывает два апельсина, из которых выходят принцессы Линетта и Николетта и тут же просят Труффальдино дать им пить. Не утолив жажды, принцессы умирают. Потрясённый Труффальдино спешит скрыться. Когда Принц просыпается, он вскрывает последний апельсин, из которого показывается принцесса Нинетта. Принц и Нинетта тут же влюбляются друг в друга. Чудаки, сжалившись, выносят на сцену ведро воды, благодаря чему Нинетта не умирает. Мимо проходит отряд солдат. Принц приказывает им похоронить погибших принцесс. Он желает взять Нинетту в жёны и зовёт её во дворец, но она просит, чтобы он сперва предупредил Короля и принёс ей подобающее платье. В его отсутствие Фата Моргана превращает Нинетту в огромную крысу и заменяет её Смеральдиной. Когда Принц возвращается, то Смеральдина убеждает всех, что обещание жениться было дано именно ей.

### Действие четвёртое
Картина первая. Челий и Фата Моргана встречаются и обвиняют друг друга в нечестной игре. Чудаки вмешиваются в перепалку и обманом заключают ведьму в башню. Челий спешит на выручку Принцу.
Картина вторая. Челий снимает чары с Нинетты. Заговорщиков разоблачают и приговаривают к казни, но Фата Моргана помогает им бежать через люк. Опера заканчивается славословиями в честь Принца и новой принцессы.

## Художественные особенности
Музыка Прокофьева, остроумная, изобретательная, ритмически острая, сочетает гротеск и лирику. Вокальные партии носят преимущественно декламационный характер. Оркестровые эпизоды — марш и скерцо — получили самостоятельную концертную жизнь.— Гозенпуд А. А. «Опера Прокофьева «Любовь к трём апельсинам»», М., 1998

## История постановок
- 1921 — 30 декабря мировая премьера на сцене Чикагской оперной ассоциации. Дирижировал сам композитор
- 1926 — 18 февраля первая постановка в СССР в Ленинградском театре оперы и балета; дирижёр — Владимир Дранишников; режиссёры — Сергей Радлов, Николай Фореггер[3]
- 1927 — премьера в Москве в Большом театре
- 1964 — премьера в Ленинградском Малом театре оперы и балета
- 1991 — премьера в Мариинском театре (Санкт-Петербург)
- 1997 — постановка Питера Устинова в Большом театре России
- 2008 — поставлена на сцене «Геликон-оперы» (Москва).
- 2012 — постановка Георгия Исаакяна в Детском музыкальном театре имени Н. И. Сац удостоена Национальной премии «Золотая маска» 2012 года в номинации «Лучшая работа режиссёра в опере»[4]
- 2016 — постановка Александра Тителя в Московском музыкальном театре имени К. С. Станиславского и Вл. И. Немировича-Данченко
- 2019 — постановка Натальи Дыченко в Самарском театре оперы и балета
- 2021 — постановка Филиппа Григорьяна в Пермском театре оперы и балета; несколько номинаций на премью «Золотая маска»
- 2024 — постановка Евгения Титова в  Дрезденской государственной опере.

## Аудиозаписи
- 1997—1998 — дир. Валерий Гергиев; солисты: Евгений Акимов (Принц), Михаил Кит (Король Треф), Лариса Дядькова (Принцесса Кларисса), Александр Морозов (Леандер), Константин Плужников (Труффальдино), Василий Герелло (Панталоне), Владимир Ванеев (Маг Челио), Лариса Шуленко (Фата Моргана), Злата Булычева (Линетта), Лия Швецова (Николетта), Анна Нетребко (Нинетта), Григорий Карасев (Кухарка), Федор Кузнецов (Фарфарелло), Ольга Корженская (Смеральдина) и др.; Мариинский театр.

## Видеозаписи
- 1970 — Любовь к трём апельсинам (фильм по мотивам оперы), реж. Виктор Титов и Юрий Богатыренко.
- 2004 — реж. Филипп Кальварио; дир. Туган Сохиев; солисты: Андрей Илюшников (Принц), Алексей Тановицкий (Король Треф), Надежда Сердюк (Принцесса Кларисса), Эдуард Цанга (Леандер), Кирилл Душечкин (Труффальдино), Владислав Сулимский (Панталоне), Павел Шмулевич (Маг Челио), Екатерина Шиманович (Фата Моргана), Софи Телье (Линетта), Наталья Евстафьева (Николетта), Юлия Смородина (Нинетта), Юрий Воробьев (Кухарка), Александр Герасимов (Фарфарелло), Екатерина Центер (Смеральдина) и др.; Камерный оркестр имени Малера; Экс-ан-Прованский оперный фестиваль.